# Patrizia Cavalli
Patrizia Cavalli (Todi, 17 aprile 1947 – Roma, 21 giugno 2022) è stata una poeta e scrittrice italiana.

## Biografia
Fra le voci più importanti della poesia contemporanea, nata e cresciuta a Todi, dopo aver frequentato il liceo classico Jacopone da Todi, nel 1968 si trasferisce a Roma. Durante gli studi di filosofia conosce Elsa Morante, che scopre in lei la vocazione per la poesia e dalla cui frequentazione scaturì nel 1974 la  prima raccolta di poesie, a essa dedicate.
Nel 1976 venne inserita da Biancamaria Frabotta nell'antologia Donne in poesia - Antologia della poesia femminile in Italia dal dopoguerra ad oggi, insieme ad autrici come Maria Luisa Spaziani, Vivian Lamarque, Amelia Rosselli, Anna Maria Ortese.
Pubblicò per la Collezione di poesia di Einaudi alcune raccolte di successo: Le mie poesie non cambieranno il mondo (1974), Il cielo (1981), L'io singolare proprio mio (1992). Queste tre sillogi verranno riunite nel volume Poesie (1974-1992) (1992) nel 1993 vincitore del Premio di Poesia "Paolo Prestigiacomo" (I edizione). Pubblica, sempre con Einaudi: Sempre aperto teatro (1999, Premio Letterario Viareggio-Repaci), Pigre divinità e pigra sorte (2006, Premio Dessì), Datura (2013) e Vita meravigliosa (2020).
La sua unica prova narrativa fu la raccolta di prose Con passi giapponesi (2019), vincitrice del Premio Campiello - selezione Giuria dei Letterati.
Sempre per Einaudi tradusse Anfitrione di Molière e il Sogno di una notte d'estate di Shakespeare; dello stesso autore tradusse inoltre Otello, messo in scena dal regista e attore Arturo Cirillo nel 2009.
Insieme alla cantautrice Diana Tejera realizzò nel 2012 il libro/disco Al cuore fa bene far le scale edito da Voland/Bideri. Con Tejera e Chiara Civello scrisse il brano E se (Premio Betocchi - Città di Firenze 2017).
Morì nel giugno del 2022 a Roma, all'età di 75 anni, dopo una lunga malattia.

## Stile letterario
La poesia di Patrizia Cavalli è caratterizzata da una complessa tecnica poetica. Le misure metriche che utilizza sono classiche, ma il lessico e la sintassi sono quelli della lingua contemporanea; sono assenti poeticismi e manierismi e il linguaggio è quello quotidiano e familiare, senza perdere profondità di analisi e con una grande sensibilità per i dolori e le gioie della vita. Intervistata dichiarò la propria omosessualità e sottolineò il ruolo di forti sensazioni emotive e somatiche   ('qualche forma estatica di adorazione, o disdegno, o odio; qualche cosa di corporale che prende possesso di me - il desiderio o un mal di testa') quale principale spinta alla radice della sua poesia.

## Opere

### Poesia
- Le mie poesie non cambieranno il mondo, Einaudi, Torino, 1974.
- Il cielo, Einaudi, Torino, 1981.
- L'io singolare proprio mio, Einaudi, Torino, 1992.
- Poesie (1974-1992), Einaudi, Torino, 1992 (raccolta che assomma le tre precedenti).
- Sempre aperto teatro, Einaudi, Torino, 1999.
- La guardiana, nottetempo, Roma, 2005.
- Pigre divinità e pigra sorte, Einaudi, Torino, 2006 (contiene La guardiana).
- La patria, nottetempo, Roma, 2011.
- Al cuore fa bene far le scale (con Diana Tejera), Voland, Roma, 2012.
- Datura, Einaudi, Torino, 2013 (contiene La patria).
- Flighty matters, Quodlibet, Macerata, 2017.
- Vita meravigliosa, Einaudi, Torino, 2020.
- Il mio felice niente. 1974-2020, a cura di Emanuele Dattilo, Einaudi, Torino 2024, ISBN 9788806264819.

### Prosa
- Con passi giapponesi, Einaudi, Torino, 2019.

### Traduzioni
- William Shakespeare, Sogno di una notte d'estate, Einaudi, Torino, 1996.
- Molière, Anfitrione, Einaudi, Torino, 2009.
- Shakespeare in scena, nottetempo, Roma, 2016 (contiene le seguenti traduzioni: La tempesta, Sogno di una notte d'estate, Otello e La dodicesima notte).

## Discografia
Album
- 2014 – Al cuore fa bene fare le scale (con Diana Tejera)

## Nella cultura di massa
- Compare nel film collettivo Amore e Rabbia (1969), nell'episodio Discutiamo, discutiamo diretto da Marco Bellocchio interpretando una studentessa rivoluzionaria.
- Le mie poesie non cambieranno il mondo (2023), documentario diretto da Francesco Piccolo e Annalena Benini presentato alla 20ª edizione delle Giornate degli Autori nella sezione Notti Veneziane.
- This is how a child becomes a poet (2023), cortometraggio diretto da Céline Sciamma e presentato in anteprima, come evento speciale, alla 20ª edizione delle Giornate degli Autori.